# Teknik på farfars tid

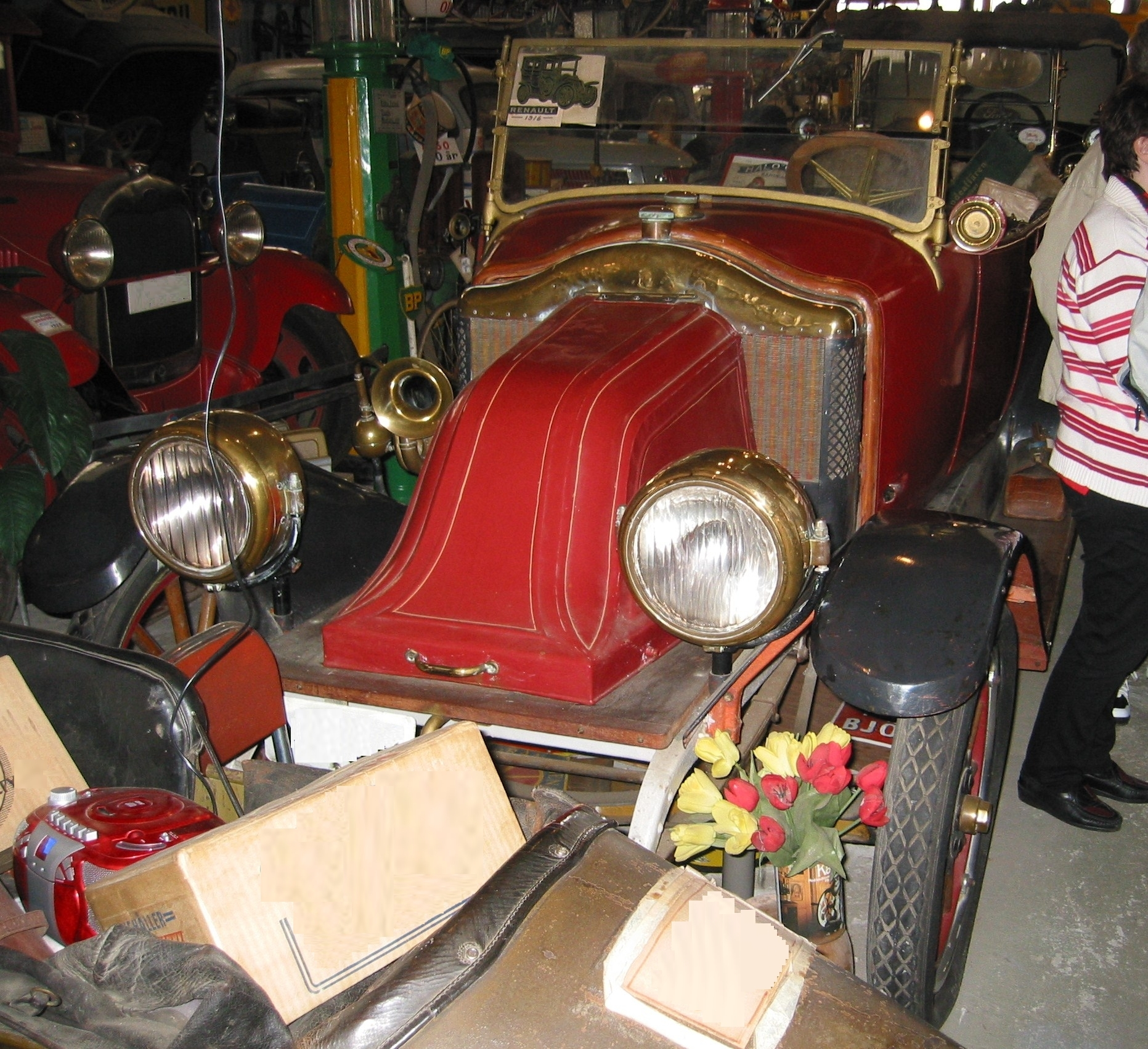
Renault Type IG Torpedo 1920–1921.

Teknik på farfars tid var ett privatägt museum med inriktning på tekniska prylar från tidigt 1900-tal beläget i stadsdelen Berga i Helsingborg.
Museet startade 1970 som "Helsingborgs Automotive" av ingenjör Bengt Strand och baserades på dennes omfattande samlingar av diverse kuriosa och historiska föremål. Museet är inhyst i en 5 000 kvadratmeter stor byggnad i Berga industriområde. I samlingarna ingår ett antal veteranbilar, över 20 äldre traktorer, lantbruksmaskiner, motorcyklar, mopeder, ångmaskiner, och till och med flygplan. Museet innehåller även en komplett lanthandel från sekelskiftet 1900 och en äldre smedja med bilverkstad, som tidigare legat i Fleninge utanför Helsingborg. Utöver detta hyser museet också ett flertal radioapparater och annan radioutrustning, TV-apparater, varuautomater, telefonutrustning, fotografi- och filmutrustning, leksaker, och ett flertal andra föremål från de senaste århundradena. Bengt Strand erhöll Helsingborgs Kulturpris 1989. 
Museet har sedan Bengt Strands frånfälle 2012 hållits stängt, men hans efterlevande har planer på att återöppna det på gården Bullstofta i Svalövs kommun.